# Храм Казанской иконы Божией Матери в Коломенском
Храм Казанской иконы Божией Матери в Коломенском — православный храм в районе Нагатинский Затон города Москвы, в бывшем подмосковном селе Коломенском. Построен в середине XVII века. Относится к Даниловскому благочинию Московской епархии Русской православной церкви. Входит в состав историко-архитектурного музея-заповедника «Коломенское».
Южный придел освящён в честь святого равноапостольного Аверкия Иерапольского, северный — великомученика Димитрия Солунского. Главная святыня — Державная икона Божией Матери.

## История
В 1649 году в связи с рождением наследника престола Дмитрия Алексеевича было установлено общецерковное почитание Казанской иконы Божией Матери. Тогда же были заложены каменные Казанские церкви в ярославском Казанском монастыре и при царском Коломенском дворце. Есть все основания предполагать, что строительство деревянного храма было начато в 1649 году и окончено около 1650 года.
Строительство существующего в Коломенском кирпичного здания на высоком подклете с шатровой колокольней было завершено за четыре года. Можно с уверенностью говорить, что к 1671 году именно каменный, сохранившийся до наших дней, Казанский храм уже был построен и освящён, действовал и переход к нему из царского дворца. С большой долей вероятности в качестве времени постройки кирпичного здания Казанского храма можно принять период с 1662 по 1670 год, а датой освящения храма полагать 27 ноября 1670 года.
Пётр Паламарчук в книге «Сорок сороков» утверждает, что «под крестом церкви имелась надпись о том, что она построена в честь 100-летия взятия Казани» на месте более раннего деревянного храма.

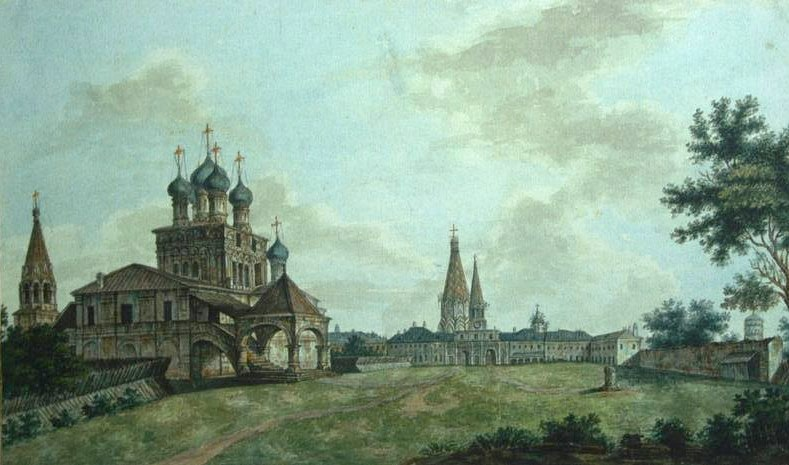
Фёдор Алексеев. Вид села Коломенского, ок. 1800 года. Акварель

Версии о более ранних сроках постройки первого Казанского храма на Государевом дворе при царе Михаиле Фёдоровиче, в 1630-х годах, равно как и другая версия церковного предания, которая гласит: «В 1610 г. тушинский самозванец с воеводой Сапегою имел здесь свой стан. Царь Михаил Феодорович в память избавления Москвы от поляков приказал заложить каменную пятиглавую церковь во имя Казанской Богоматери, освященную при Алексее Михайловиче» не находят своего подтверждения в авторитетных источниках, как минимум, ставятся под сомнение.
Приблизительно в 1910 году на стены храма, «лишённые первоначально какой бы то ни было живописи», нанесли новую роспись. В 1941—1942 годах храм не действовал, затем службы возобновились и более не прекращались.

## Архитектура
Первоначально храм был домовым и соединялся переходом длиной около 50 м и шириной около 3 м с деревянным царским дворцом. Крытый переход был так описан польскими послами, посетившими Коломенское в 1671 году. 
в начале церковь каменная с притворами по обе стороны в которых окна, полчетверти аршина ширина, мосты войлоками постланы для тепла и мягкого хождения
Северное крыльцо одновременно служит основанием колокольни и переходом в неё.

## Святыни храма
- Державная икона Божией Матери

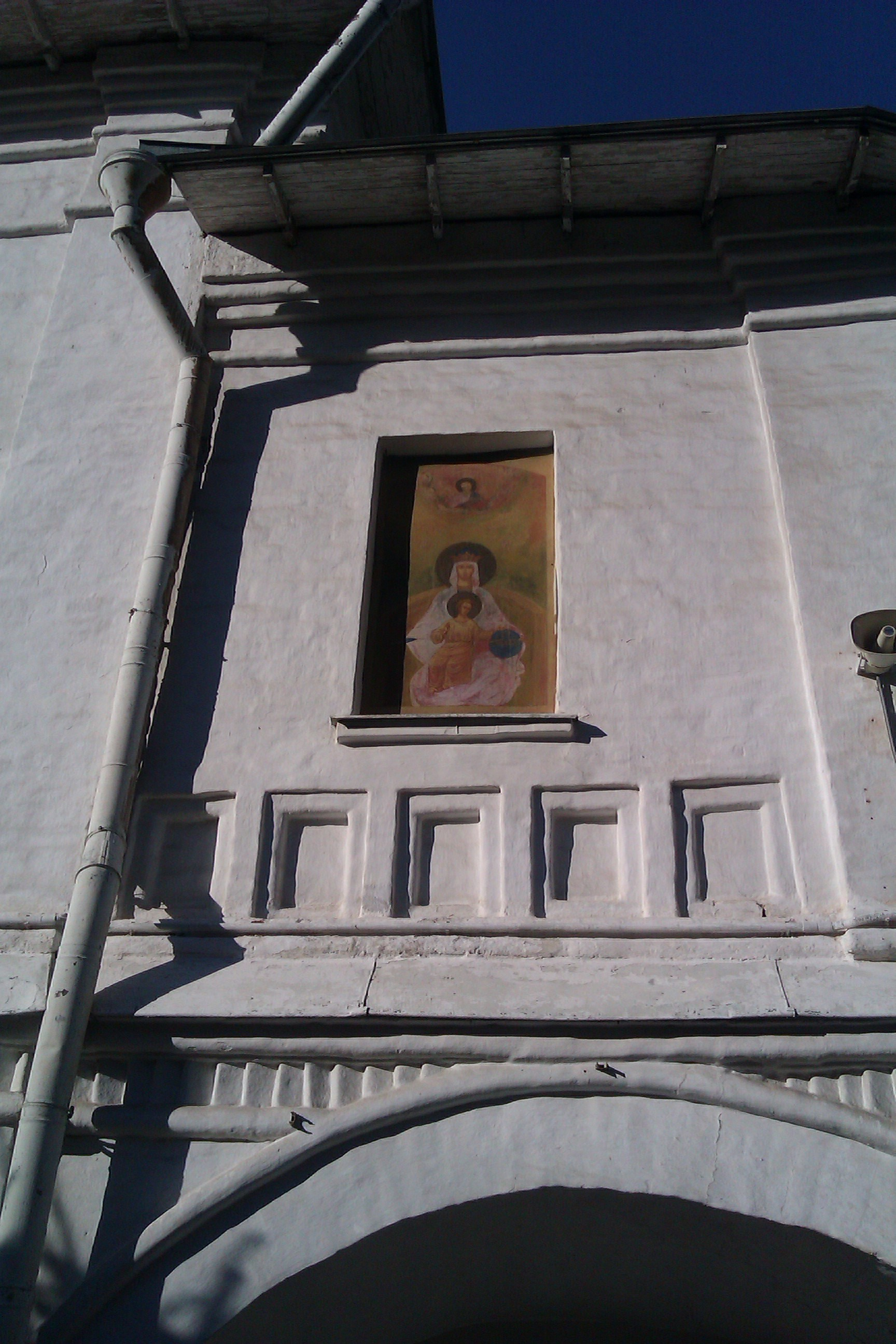
Список Державной иконы на стене храма

- Чтимый список с Казанской иконы Божией матери (XVII в).

В северном приделе находится деревянная скульптура Иисуса Христа. В 1920-х годах скульптура находилась в главном храме.

## Духовенство
- Настоятель храма — епископ Гурий (Шалимов)
- Помощник настоятеля — Иерей Антоний Косых
- Иерей Иоанн Дегтярёв
- Иерей Артемий Ковалев
- Диакон Александр Горлов[7]